# Nabû-nadin-zeri
Nabû-nadin-zeri (ou Nadinu) est un roi de Babylone de  734 à 732 av. J.-C.
Il est le fils et successeur de Nabonassar, et il monte sur le trône avec l'appui des Assyriens qui soutenaient déjà son père. Une partie des Babyloniens et des groupes Chaldéens n'acceptant pas d'être vassaux de l'Assyrie, Nabu-nadin-zeri est tué peu après sa montée sur le trône et remplacé par des adversaires de l'Assyrie qui finissent par être vaincus par le roi de ce pays, Teglath-Phalasar III, qui prend finalement lui-même le pouvoir en Babylonie.